# Memphis, Tennessee (sång)
Memphis, Tennessee är en låt av Chuck Berry från 1959. Den är ibland förkortat till "Memphis". I Storbritannien nådde låten # 6 1963 på topplistan.
Den har bland annat spelats in av George Thorogood, The Grateful Dead, Silicon Teens, Lonnie Mack, Johnny Rivers, The Beatles, The Animals, Paul Anka, Count Basie, The Dave Clark Five, Bo Diddley, Jan and Dean, Tom Jones, Jerry Lee Lewis, Roy Orbison, Elvis Presley, The Rolling Stones, Del Shannon, Izzy Stradlin, Gene Summers, Hasil Adkins, Conway Twitty, John Cale, Riblja Čorba och The Faces.